# Peruviaans voetbalelftal (mannen)
Het Peruaans voetbalelftal is een team van voetballers dat Peru vertegenwoordigt bij internationale wedstrijden. Het Zuid-Amerikaanse land speelt het merendeel van de thuisinterlands in het Estadio Nacional in de hoofdstad Lima.
De organisatie is verantwoordelijk voor de Peruaanse voetbalbond (FPF), opgericht in 1922, een van de tien federaties die zijn aangesloten bij de South American Football Confederation (Conmebol), waartoe het in 1925 toetrad, daarom nemen ze deel aan wedstrijden georganiseerd door Conmebol en FIFA.

## Deelname aan internationale toernooien
Peru heeft deelgenomen aan vijf FIFA World Cups. De eerste keer in 1930 toen het in de groepsfase tegen Uruguay en Roemenië moest opnemen. Tegen Roemenië werd met 1–3 verloren. De enige goal voor Peru werd gemaakt door Luis Souza Ferreira. In 1970 werd de eerste overwinning op een WK geboekt. In Léon, Mexico, werd met 3–2 van Bulgarije gewonnen. Ook Marokko werd verslagen (3–0). De kwartfinale werd bereikt en verloren van Brazilië. Ook in 1978 overleefde Peru de eerste groepsfase. Nu in een poule met Nederland (0–0), Schotland (3–1) en Iran (4–1). In de tweede groepsfase verloor het land echter al zijn wedstrijden, onder meer van de latere kampioen Argentinië (6–0).
Later doken berichten op dat Peru zich had laten omkopen door Argentinië. Zo zou er een enorme lading graan naar het land zijn gegaan na de wedstrijd. Voormalig senator Genaro Ledesma Izquieta erkende dat Argentinië wilde dat Peru ruim zou verliezen, met als beloning de legale doorstroom van enkele Peruviaanse politieke tegenstanders richting Argentinië. Later zei ook de toenmalige doelman Ramon Quiroga dat verdediger Rodolfo Manzo en hij zich minder hadden ingespannen in de bewuste wedstrijd dan zij eerder in het toernooi hadden gedaan.
Meerdere Peruviaans internationals namen het geheim mee hun graf in, omdat zij tijdens een vliegtuigongeluk op 8 december 1987 om het leven kwamen. De Argentijnse aanvaller Leopoldo Luque liet nadien ook weten dat er een geur van omkoping hing rond de ruime zege van Argentinië op Peru. "Van wat ik nu weet, kan ik niet zeggen dat ik trots ben op de winst. Maar ik realiseerde me dat destijds allemaal niet, de meeste van ons niet. We speelden gewoon voetbal."

### Wereldkampioenschap
| Wereldkampioenschap voetbal overzicht | Wereldkampioenschap voetbal overzicht | Wereldkampioenschap voetbal overzicht | Wereldkampioenschap voetbal overzicht | Wereldkampioenschap voetbal overzicht | Wereldkampioenschap voetbal overzicht | Wereldkampioenschap voetbal overzicht | Wereldkampioenschap voetbal overzicht | Wereldkampioenschap voetbal overzicht |
| Jaar                                  | Ronde                                 | Wed.                                  | W                                     | G                                     | V                                     | DV                                    | DT                                    | Kwal                                  |
| ------------------------------------- | ------------------------------------- | ------------------------------------- | ------------------------------------- | ------------------------------------- | ------------------------------------- | ------------------------------------- | ------------------------------------- | ------------------------------------- |
| 1930                                  | Groepsfase                            | 2                                     | 0                                     | 0                                     | 2                                     | 1                                     | 4                                     |                                       |
| 1934                                  | Geen deelname                         | Geen deelname                         | Geen deelname                         | Geen deelname                         | Geen deelname                         | Geen deelname                         | Geen deelname                         | Geen deelname                         |
| 1938                                  | Geen deelname                         | Geen deelname                         | Geen deelname                         | Geen deelname                         | Geen deelname                         | Geen deelname                         | Geen deelname                         | Geen deelname                         |
| 1950                                  | Teruggetrokken                        | Teruggetrokken                        | Teruggetrokken                        | Teruggetrokken                        | Teruggetrokken                        | Teruggetrokken                        | Teruggetrokken                        | Teruggetrokken                        |
| 1954                                  | Geen deelname                         | Geen deelname                         | Geen deelname                         | Geen deelname                         | Geen deelname                         | Geen deelname                         | Geen deelname                         | Geen deelname                         |
| 1958                                  | Niet gekwalificeerd                   | Niet gekwalificeerd                   | Niet gekwalificeerd                   | Niet gekwalificeerd                   | Niet gekwalificeerd                   | Niet gekwalificeerd                   | Niet gekwalificeerd                   | Niet gekwalificeerd                   |
| 1962                                  | Niet gekwalificeerd                   | Niet gekwalificeerd                   | Niet gekwalificeerd                   | Niet gekwalificeerd                   | Niet gekwalificeerd                   | Niet gekwalificeerd                   | Niet gekwalificeerd                   | Niet gekwalificeerd                   |
| 1966                                  | Niet gekwalificeerd                   | Niet gekwalificeerd                   | Niet gekwalificeerd                   | Niet gekwalificeerd                   | Niet gekwalificeerd                   | Niet gekwalificeerd                   | Niet gekwalificeerd                   | Niet gekwalificeerd                   |
| 1970                                  | Kwartfinale                           | 4                                     | 2                                     | 0                                     | 2                                     | 9                                     | 9                                     | (Kwal.)                               |
| 1974                                  | Niet gekwalificeerd                   | Niet gekwalificeerd                   | Niet gekwalificeerd                   | Niet gekwalificeerd                   | Niet gekwalificeerd                   | Niet gekwalificeerd                   | Niet gekwalificeerd                   | Niet gekwalificeerd                   |
| 1978                                  | Tweede ronde                          | 6                                     | 2                                     | 1                                     | 3                                     | 7                                     | 12                                    | (Kwal.)                               |
| 1982                                  | Groepsfase                            | 3                                     | 0                                     | 2                                     | 1                                     | 2                                     | 6                                     | (Kwal.)                               |
| 1986                                  | Niet gekwalificeerd                   | Niet gekwalificeerd                   | Niet gekwalificeerd                   | Niet gekwalificeerd                   | Niet gekwalificeerd                   | Niet gekwalificeerd                   | Niet gekwalificeerd                   | Niet gekwalificeerd                   |
| 1990                                  | Niet gekwalificeerd                   | Niet gekwalificeerd                   | Niet gekwalificeerd                   | Niet gekwalificeerd                   | Niet gekwalificeerd                   | Niet gekwalificeerd                   | Niet gekwalificeerd                   | Niet gekwalificeerd                   |
| 1994                                  | Niet gekwalificeerd                   | Niet gekwalificeerd                   | Niet gekwalificeerd                   | Niet gekwalificeerd                   | Niet gekwalificeerd                   | Niet gekwalificeerd                   | Niet gekwalificeerd                   | Niet gekwalificeerd                   |
| 1998                                  | Niet gekwalificeerd                   | Niet gekwalificeerd                   | Niet gekwalificeerd                   | Niet gekwalificeerd                   | Niet gekwalificeerd                   | Niet gekwalificeerd                   | Niet gekwalificeerd                   | Niet gekwalificeerd                   |
| 2002                                  | Niet gekwalificeerd                   | Niet gekwalificeerd                   | Niet gekwalificeerd                   | Niet gekwalificeerd                   | Niet gekwalificeerd                   | Niet gekwalificeerd                   | Niet gekwalificeerd                   | Niet gekwalificeerd                   |
| 2006                                  | Niet gekwalificeerd                   | Niet gekwalificeerd                   | Niet gekwalificeerd                   | Niet gekwalificeerd                   | Niet gekwalificeerd                   | Niet gekwalificeerd                   | Niet gekwalificeerd                   | Niet gekwalificeerd                   |
| 2010                                  | Niet gekwalificeerd                   | Niet gekwalificeerd                   | Niet gekwalificeerd                   | Niet gekwalificeerd                   | Niet gekwalificeerd                   | Niet gekwalificeerd                   | Niet gekwalificeerd                   | Niet gekwalificeerd                   |
| 2014                                  | Niet gekwalificeerd                   | Niet gekwalificeerd                   | Niet gekwalificeerd                   | Niet gekwalificeerd                   | Niet gekwalificeerd                   | Niet gekwalificeerd                   | Niet gekwalificeerd                   | Niet gekwalificeerd                   |
| 2018                                  | Groepsfase                            | 3                                     | 1                                     | 0                                     | 2                                     | 2                                     | 2                                     | (Kwal.)                               |
| 2022                                  | Niet gekwalificeerd                   | Niet gekwalificeerd                   | Niet gekwalificeerd                   | Niet gekwalificeerd                   | Niet gekwalificeerd                   | Niet gekwalificeerd                   | Niet gekwalificeerd                   | Niet gekwalificeerd                   |
| 2026                                  | Kwalificatie                          | Kwalificatie                          | Kwalificatie                          | Kwalificatie                          | Kwalificatie                          | Kwalificatie                          | Kwalificatie                          | Kwalificatie                          |

### Copa América
| Zuid-Amerikaans kampioenschap overzicht | Zuid-Amerikaans kampioenschap overzicht | Zuid-Amerikaans kampioenschap overzicht | Zuid-Amerikaans kampioenschap overzicht | Zuid-Amerikaans kampioenschap overzicht | Zuid-Amerikaans kampioenschap overzicht | Zuid-Amerikaans kampioenschap overzicht | Zuid-Amerikaans kampioenschap overzicht | Zuid-Amerikaans kampioenschap overzicht |
| Jaar                                    | Ronde                                   | Wed.                                    | W                                       | G                                       | V                                       | DV                                      | DT                                      |                                         |
| --------------------------------------- | --------------------------------------- | --------------------------------------- | --------------------------------------- | --------------------------------------- | --------------------------------------- | --------------------------------------- | --------------------------------------- | --------------------------------------- |
| 1927                                    | Derde                                   | 3                                       | 1                                       | 0                                       | 2                                       | 4                                       | 11                                      |                                         |
| 1929                                    | Vierde                                  | 3                                       | 0                                       | 0                                       | 3                                       | 1                                       | 12                                      |                                         |
| 1935                                    | Derde                                   | 3                                       | 1                                       | 0                                       | 2                                       | 2                                       | 5                                       |                                         |
| 1937                                    | Zesde                                   | 5                                       | 1                                       | 1                                       | 3                                       | 7                                       | 10                                      |                                         |
| 1939                                    | Kampioen                                | 4                                       | 4                                       | 0                                       | 0                                       | 13                                      | 4                                       |                                         |
| 1941                                    | Vierde                                  | 4                                       | 1                                       | 0                                       | 3                                       | 5                                       | 5                                       |                                         |
| 1942                                    | Vijfde                                  | 6                                       | 1                                       | 2                                       | 3                                       | 5                                       | 10                                      |                                         |
| 1945                                    | Geen deelname                           | Geen deelname                           | Geen deelname                           | Geen deelname                           | Geen deelname                           | Geen deelname                           | Geen deelname                           |                                         |
| 1946                                    | Geen deelname                           | Geen deelname                           | Geen deelname                           | Geen deelname                           | Geen deelname                           | Geen deelname                           | Geen deelname                           |                                         |
| 1947                                    | Vijfde                                  | 7                                       | 2                                       | 2                                       | 3                                       | 12                                      | 9                                       |                                         |
| 1949                                    | Derde                                   | 7                                       | 5                                       | 0                                       | 2                                       | 20                                      | 13                                      |                                         |
| 1953                                    | Vijfde                                  | 6                                       | 3                                       | 1                                       | 2                                       | 4                                       | 6                                       |                                         |
| 1955                                    | Derde                                   | 5                                       | 2                                       | 2                                       | 1                                       | 13                                      | 11                                      |                                         |
| 1956                                    | Zesde                                   | 5                                       | 0                                       | 1                                       | 4                                       | 6                                       | 11                                      |                                         |
| 1957                                    | Vierde                                  | 6                                       | 4                                       | 0                                       | 2                                       | 12                                      | 9                                       |                                         |
| 1959                                    | Vierde                                  | 6                                       | 1                                       | 3                                       | 2                                       | 10                                      | 11                                      |                                         |
| 1959                                    | Geen deelname                           | Geen deelname                           | Geen deelname                           | Geen deelname                           | Geen deelname                           | Geen deelname                           | Geen deelname                           |                                         |
| 1963                                    | Vijfde                                  | 6                                       | 2                                       | 1                                       | 3                                       | 8                                       | 11                                      |                                         |
| 1967                                    | Geen deelname                           | Geen deelname                           | Geen deelname                           | Geen deelname                           | Geen deelname                           | Geen deelname                           | Geen deelname                           |                                         |

| Copa América overzicht | Copa América overzicht | Copa América overzicht | Copa América overzicht | Copa América overzicht | Copa América overzicht | Copa América overzicht | Copa América overzicht | Copa América overzicht |
| Jaar                   | Ronde                  | Wed.                   | W                      | G                      | V                      | DV                     | DT                     |                        |
| ---------------------- | ---------------------- | ---------------------- | ---------------------- | ---------------------- | ---------------------- | ---------------------- | ---------------------- | ---------------------- |
| 1975                   | Kampioen               | 9                      | 6                      | 1                      | 2                      | 14                     | 7                      |                        |
| 1979                   | Halve finale           | 2                      | 0                      | 1                      | 1                      | 1                      | 2                      |                        |
| 1983                   | Halve finale           | 6                      | 2                      | 3                      | 1                      | 7                      | 6                      |                        |
| 1987                   | Groepsfase             | 2                      | 0                      | 2                      | 0                      | 2                      | 2                      |                        |
| 1989                   | Groepsfase             | 4                      | 0                      | 3                      | 1                      | 4                      | 7                      |                        |
| 1991                   | Groepsfase             | 4                      | 1                      | 0                      | 3                      | 9                      | 9                      |                        |
| 1993                   | Kwartfinale            | 4                      | 1                      | 2                      | 1                      | 4                      | 5                      |                        |
| 1995                   | Groepsfase             | 3                      | 0                      | 1                      | 2                      | 2                      | 2                      |                        |
| 1997                   | Vierde                 | 6                      | 3                      | 0                      | 3                      | 5                      | 11                     |                        |
| 1999                   | Kwartfinale            | 4                      | 2                      | 1                      | 1                      | 7                      | 6                      |                        |
| 2001                   | Kwartfinale            | 4                      | 1                      | 1                      | 2                      | 4                      | 8                      |                        |
| 2004                   | Kwartfinale            | 4                      | 1                      | 2                      | 1                      | 7                      | 6                      |                        |
| 2007                   | Kwartfinale            | 4                      | 1                      | 1                      | 2                      | 5                      | 8                      |                        |
| 2011                   | Derde                  | 6                      | 3                      | 1                      | 2                      | 8                      | 5                      |                        |
| 2015                   | Derde                  | 6                      | 3                      | 1                      | 2                      | 8                      | 5                      |                        |
| 2016                   | Kwartfinale            | 4                      | 2                      | 1                      | 1                      | 4                      | 2                      |                        |
| 2019                   | Tweede                 | 6                      | 2                      | 2                      | 2                      | 7                      | 9                      |                        |
| 2021                   | Vierde                 | 7                      | 2                      | 2                      | 3                      | 10                     | 14                     |                        |
| 2024                   | Groepsfase             | 3                      | 0                      | 1                      | 2                      | 0                      | 3                      |                        |

### CONCACAF Gold Cup
De CONCACAF Gold Cup is eigenlijk een toernooi voor landen uit midden- en Noord-Amerika. Er worden echter regelmatig landen uitgenodigd van andere confederaties om deel te nemen. Peru heeft één keer deelgenomen, in 2000. In dat jaar werd de halve finale bereikt waar het land tegen Colombia speelde en met 1–2 verloor.
| CONCACAF Gold Cup overzicht | CONCACAF Gold Cup overzicht | CONCACAF Gold Cup overzicht | CONCACAF Gold Cup overzicht | CONCACAF Gold Cup overzicht | CONCACAF Gold Cup overzicht | CONCACAF Gold Cup overzicht | CONCACAF Gold Cup overzicht | CONCACAF Gold Cup overzicht |
| Jaar                        | Ronde                       | Wed.                        | W                           | G                           | V                           | DV                          | DT                          |                             |
| --------------------------- | --------------------------- | --------------------------- | --------------------------- | --------------------------- | --------------------------- | --------------------------- | --------------------------- | --------------------------- |
| 2000                        | Halve finale                | 4                           | 1                           | 1                           | 2                           | 7                           | 7                           |                             |

## Geschiedenis

### Vroege jaren
Voetbal werd eind 19e eeuw in Peru geïntroduceerd door Engelse zeelieden tijdens hun frequente bezoeken aan de haven van Callao. De eerste clubs werden aan het begin van de 20e eeuw opgericht om de beoefening van de sport voort te zetten. Het ontbreken van een gecentraliseerde organisatie leidde vaak tot conflicten tussen de teams, dus in 1922 vond de oprichting van de FPF plaats, samen met een nieuwe Peruaanse voetbalcompetitie.
De FPF sloot zich in 1925 aan bij Conmebol, maar interne beperkingen en economische problemen verhinderden de oprichting van een nationaal team dat het land officieel internationaal zou vertegenwoordigen. In 1927 werd het Peruaanse voetbalteam officieel opgericht en datzelfde jaar was het de gastheer van het Zuid-Amerikaanse kampioenschap, waar het op de derde plaats eindigde. Desalniettemin, als gevolg van interne corruptie en de commotie rond de Grote Depressie, werd het team dat in de editie van 1929 speelde, geselecteerd op sociale vriendjespolitiek in plaats van op spelersvaardigheid, en verloor het alle wedstrijden. Een jaar later werd la Blanquirroja uitgenodigd om deel te nemen aan een nieuwe intercontinentale wedstrijd in Uruguay: de eerste Wereldbeker.

### 1930: eerste gouden generatie
De jaren dertig worden beschouwd als het eerste gouden tijdperk van het Peruaanse voetbal. Bij de inaugurele FIFA Wereldbeker van 1930 kwam het Peruaanse team niet verder dan de groepsfase; ondanks dit optreden was het Uruguayaanse publiek verrast door het vaardigheidsniveau van de Peruanen.
Tussen 1933 en 1934 verenigde de nationale ploeg (voornamelijk bestaande uit spelers van Universitario de Deportes, Alianza Lima en Atlético Chalaco) zich met de Chileense ploeg (voornamelijk gevormd door spelers van Colo-Colo) om de Combinado del Pacifico te vormen, die toerde door de Europese landen van Engeland, Duitsland, Frankrijk en Spanje tot augustus 1935. Teodoro Fernandez werd de topscorer van het team met 48 goals in 39 wedstrijden.
Peru was de enige Zuid-Amerikaanse voetbalvertegenwoordiger op de Olympische Spelen van 1936 in Berlijn. Het team begon goed aan het toernooi en versloeg Finland met 7-3. Spelers voor Peru waren onder meer Teodoro Fernández, Alejandro Villanueva, Juan Valdivieso en Adelfo Magallanes. De Peruanen maakten het Oostenrijkse Wunderteam, dat favoriet was om het toernooi te winnen, van streek door ze in de verlenging met 4-2 te verslaan.
Na de wedstrijd beweerde het Oostenrijkse team dat de Peruaanse spelers hen hadden mishandeld en dat Peruaanse toeschouwers, een zwaaiend met een revolver, tijdens de verlenging op het veld waren neergestroomd. Peru speelde echter als het uitteam, bijna zonder supporters, en noch de nationaliteit of identiteit van de toeschouwers die het veld betraden tijdens de reguliere speeltijd (geen verlengingen) werden ooit ontdekt. Ondanks het gebrek aan concreet bewijs, heeft het Internationaal Olympisch Comité, dat in wezen een FIFA-comité was dat werd voorgezeten door Jules Rimet, maakte het resultaat op controversiële wijze teniet en gaf opdracht tot een nieuwe wedstrijd achter gesloten deuren, wat de Peruaanse en Colombiaanse delegaties ertoe bracht de spelen uit protest te verbeuren.
In 1938 won Peru zijn eerste internationale titel op de eerste Bolivariaanse Spelen en versloeg Bolivia, Ecuador, Colombia en Venezuela. In 1939 won la Blanquirroja het eerste Zuid-Amerikaanse kampioenschap van Peru (later bekend als de Copa América). De Peruanen versloegen het Uruguayaanse team met een nipte score van 2-1 in de finale, na het uitschakelen van Ecuador, Chili en Paraguay. Peru werd het vierde land dat Zuid-Amerikaans kampioen werd, na Uruguay, Argentinië en Brazilië.

## FIFA-wereldranglijst[56]
| 1993 | 1994 | 1995 | 1996 | 1997 | 1998 | 1999 | 2000 | 2001 | 2002 | 2003 | 2004 | 2005 | 2006 | 2007 | 2008 | 2009 | 2010 | 2011 | 2012 | 2013 | 2014 | 2015 | 2016 | 2017 | 2018 |
| ---- | ---- | ---- | ---- | ---- | ---- | ---- | ---- | ---- | ---- | ---- | ---- | ---- | ---- | ---- | ---- | ---- | ---- | ---- | ---- | ---- | ---- | ---- | ---- | ---- | ---- |
| 73   | 72   | 69   | 54   | 38   | 72   | 42   | 45   | 43   | 82   | 74   | 66   | 66   | 70   | 63   | 75   | 68   | 68   | 35   | 46   | 39   | 53   | 47   | 19   | 11   | 20   |

## Bondscoaches

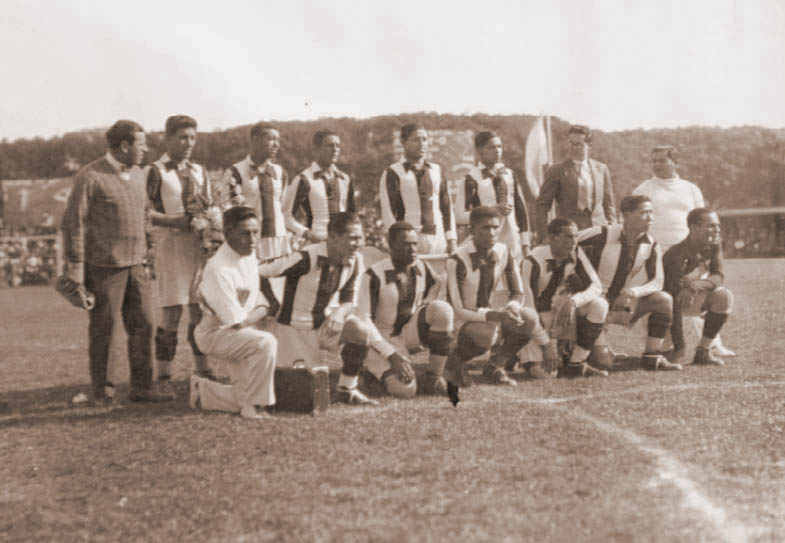
Peru 1927.

Peru v. Austria, 1936.

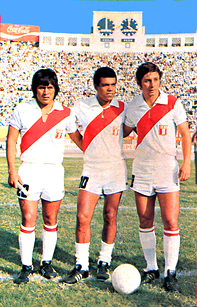
Hugo Sotil, Teófilo Cubillas, Roberto Challe (1973).

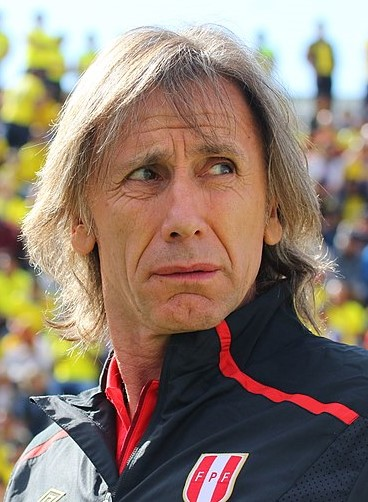
Ricardo Gareca is de coach met de meeste wedstrijden geregisseerd in de geschiedenis van het Peruaanse nationale team.

- Bijgewerkt tot juni 2022.

| Naam                | Van  | Tot  | Duels | W  |
| ------------------- | ---- | ---- | ----- | -- |
| Pedro Olivieri      | 1927 | 1927 | 3     | 1  |
| Julio Borrelli      | 1929 | 1929 | 3     | 0  |
| Francisco Bru       | 1930 | 1930 | 2     | 0  |
| Telmo Carbajo       | 1935 | 1935 | 3     | 1  |
| Alberto Denegri     | 1936 | 1937 | 7     | 3  |
| Jack Greenwell      | 1938 | 1939 | 8     | 8  |
| Domingo Arrillaga   | 1941 | 1941 | 7     | 1  |
| Ángel Fernández     | 1942 | 1942 | 6     | 1  |
| José Arana          | 1947 | 1947 | 7     | 2  |
| Arturo Fernández    | 1949 | 1949 | 7     | 5  |
| Alfonso Huapaya     | 1952 | 1952 | 5     | 2  |
| Billy Cook          | 1953 | 1953 |       |    |
| Ángel Fernández     | 1953 | 1953 |       |    |
| Juan Valdivieso     | 1954 | 1955 | 7     | 3  |
| Arturo Fernández    | 1956 | 1956 | 10    | 1  |
| György Orth         | 1957 | 1959 | 15    | 5  |
| Marcos Calderón     | 1960 | 1961 | 4     | 0  |
| José Gomes Nogueira | 1962 | 1962 | 1     | 0  |
| Juan Valdivieso     | 1963 | 1963 | 6     | 2  |
| Marcos Calderón     | 1965 | 1965 | 7     | 2  |
| José Gomes Nogueira | 1966 | 1966 |       |    |
| Marcos Calderón     | 1966 | 1967 |       |    |
| Didí                | 1968 | 1970 |       |    |
| Alejandro Heredia   | 1971 | 1971 | 4     | 1  |
| Lajos Baróti        | 1972 | 1972 |       |    |
| Roberto Scarone     | 1972 | 1973 |       |    |
| Marcos Calderón     | 1975 | 1975 | 13    | 8  |
| Alejandro Heredia   | 1976 | 1976 | 4     | 0  |
| Marcos Calderón     | 1977 | 1978 |       |    |
| José Chiarella      | 1979 | 1979 | 9     | 3  |
| Juan José Tan       | 1980 | 1980 |       |    |
| Marcos Calderón     | 1980 | 1980 |       |    |
| Alejandro Heredia   | 1981 | 1981 |       |    |
| Tim                 | 1981 | 1982 |       |    |
| Juan José Tan       | 1983 | 1983 | 12    | 2  |
| Moisés Barack       | 1984 | 1985 | 13    |    |
| Roberto Challe      | 1985 | 1985 |       |    |
| Manuel Mayorga      | 1986 | 1986 | 3     | 1  |
| Fernando Cuéllar    | 1987 | 1987 | 5     | 1  |
| José Fernández      | 1988 | 1989 |       |    |
| José Macia          | 1989 | 1989 | 17    |    |
| Miguel Company      | 1991 | 1991 | 8     | 2  |
| Vladimir Popović    | 1992 | 1993 | 21    | 3  |
| Miguel Company      | 1994 | 1995 | 15    | 4  |
| Juan Carlos Oblitas | 1996 | 1997 |       |    |
| Freddy Ternero      | 1997 | 1997 |       |    |
| Juan Carlos Oblitas | 1997 | 1999 |       |    |
| Francisco Maturana  | 1999 | 2000 | 14    | 4  |
| Julio César Uribe   | 2000 | 2001 |       |    |
| Paulo Autuori       | 2003 | 2005 |       |    |
| Freddy Ternero      | 2005 | 2005 |       |    |
| Franco Navarro      | 2006 | 2006 | 7     | 1  |
| Julio César Uribe   | 2007 | 2007 | 7     | 2  |
| José del Solar      | 2007 | 2009 | 28    | 6  |
| Sergio Markarián    | 2010 | 2013 |       |    |
| Pablo Bengoechea    | 2014 | 2014 | 9     | 5  |
| Ricardo Gareca      | 2015 |      | 96    | 39 |

## Huidige selectie
De volgende spelers werden opgeroepen voor het WK voetbal 2018 in Rusland.
Interlands en doelpunten bijgewerkt tot en met 11 juni 2018.
| №           | Naam                  | Wed. | Dlpnt. | Club                 |
| ----------- | --------------------- | ---- | ------ | -------------------- |
| Doel        |                       |      |        |                      |
| 1           | Pedro Gallese         | 38   | 0      | TR Veracruz          |
| 12          | Carlos Cáceda         | 6    | 0      | TR Veracruz          |
| 21          | José Carvallo         | 6    | 0      | UTC Cajamarca        |
| Verdediging |                       |      |        |                      |
| 2           | Alberto Jr. Rodríguez | 74   | 0      | Atlético Junior      |
| 3           | Aldo Corzo            | 26   | 0      | Universitario        |
| 4           | Anderson Santamaría   | 6    | 0      | Puebla FC            |
| 5           | Miguel Araujo         | 8    | 0      | Alianza Lima         |
| 15          | Christian Ramos       | 68   | 3      | TR Veracruz          |
| 17          | Luis Advíncula        | 21   | 5      | Lobos BUAP           |
| 22          | Nilson Loyola         | 3    | 0      | FBC Melgar           |
| Middenveld  |                       |      |        |                      |
| 7           | Paolo Hurtado         | 33   | 3      | Vitória de Guimarães |
| 8           | Christian Cueva       | 46   | 8      | São Paulo            |
| 13          | Renato Tapia          | 33   | 3      | Feyenoord            |
| 16          | Wilder Cartagena      | 3    | 0      | TR Veracruz          |
| 19          | Yoshimar Yotún        | 74   | 2      | Orlando City         |
| 20          | Edison Flores         | 30   | 9      | AaB                  |
| Aanval      |                       |      |        |                      |
| 9           | Paolo Guerrero        | 88   | 34     | CR Flamengo          |
| 10          | Jefferson Farfán      | 84   | 25     | Lokomotiv Moskou     |
| 11          | Raúl Ruidíaz          | 30   | 4      | Monarcas Morelia     |
| 14          | Andy Polo             | 17   | 1      | Portland Timbers     |
| 18          | André Carrillo        | 46   | 5      | Watford              |
| 23          | Pedro Aquino          | 14   | 0      | Club León            |

## Selecties

### Wereldkampioenschap
| Doel        |                        |  |  |                           |
|             | Jorge Pardon           |  |  | Atlético Chalaco          |
|             | Juan Valdivieso        |  |  | Alianza Lima              |
| Verdediging |                        |  |  |                           |
|             | Mario de las Casas     |  |  | Universitario de Deportes |
|             | Arturo Fernández       |  |  | Universitario de Deportes |
|             | Antonio Maquilon       |  |  | Tarapacá Ferroviario      |
|             | Alberto Soria          |  |  | Alianza Lima              |
| Middenveld  |                        |  |  |                           |
|             | Eduardo Astengo        |  |  | Universitario de Deportes |
|             | Alberto Denegri        |  |  | Universitario de Deportes |
|             | Placido Galindo        |  |  | Universitario de Deportes |
|             | Domingo Garcia         |  |  | Alianza Lima              |
|             | Julio Quintana         |  |  | Alianza Lima              |
|             | Juan Alfonso Valle     |  |  | Italiano Lima             |
| Aanval      |                        |  |  |                           |
|             | Carlos Cilloniz        |  |  | Universitario de Deportes |
|             | Jorge Gongora          |  |  | Universitario de Deportes |
|             | Víctor Lavalle         |  |  | Alianza Lima              |
|             | Julio Lores            |  |  | Club Necaxa               |
|             | Demetrio Neyra         |  |  | Alianza Lima              |
|             | Lizardo Nue            |  |  | Sport Progreso            |
|             | Pablo Pacheco          |  |  | Universitario de Deportes |
|             | Jorge Sarmiento        |  |  | Alianza Lima              |
|             | Luis de Souza Ferreira |  |  | Universitario de Deportes |
|             | Alejandro Villanueva   |  |  | Alianza Lima              |

| Doel        |                      |  |  |                           |
| 1           | Luis Rubinos         |  |  | Sporting Cristal          |
| 12          | Ruben Correra        |  |  | Universitario de Deportes |
| Verdediging |                      |  |  |                           |
| 2           | Eloy Campos          |  |  | Sporting Cristal          |
| 3           | Orlando De la Torre  |  |  | Sporting Cristal          |
| 4           | Héctor Chumpitaz     |  |  | Universitario de Deportes |
| 5           | Nicolas Fuentes      |  |  | Universitario de Deportes |
| 13          | Pedro González       |  |  | Universitario de Deportes |
| 14          | José Fernández       |  |  | Universitario de Deportes |
| 15          | José Javier González |  |  | Alianza Lima              |
| 16          | Felix Salinas        |  |  | Universitario de Deportes |
| Middenveld  |                      |  |  |                           |
| 6           | Ramon Mifflin        |  |  | Sporting Cristal          |
| 7           | Roberto Challe       |  |  | Universitario de Deportes |
| 10          | Teófilo Cubillas     |  |  | Alianza Lima              |
| 17          | Luis Cruzado         |  |  | Universitario de Deportes |
| 20          | Hugo Sotil           |  |  | Deportivo Municipal       |
| 21          | Jesús Goyzueta       |  |  | Universitario de Deportes |
| Aanval      |                      |  |  |                           |
| 8           | Julio Baylon         |  |  | Alianza Lima              |
| 9           | Pedro León           |  |  | Alianza Lima              |
| 11          | Alberto Gallardo     |  |  | Sporting Cristal          |
| 18          | José Del Castillo    |  |  | Sporting Cristal          |
| 19          | Eladio Reyes         |  |  | Juan Aurich               |
| 22          | Oswaldo Ramírez      |  |  | Sport Boys                |

| Doel        |                     |  |  |                           |
| 1           | Ottorino Sartor     |  |  | Colegio Nacional Iquitos  |
| 13          | Juan Cáceres        |  |  | Alianza Lima              |
| 21          | Ramón Quiroga       |  |  | Sporting Cristal          |
| Verdediging |                     |  |  |                           |
| 2           | Jaime Duarte        |  |  | Alianza Lima              |
| 3           | Rodolfo Manzo       |  |  | Deportivo Municipal       |
| 4           | Héctor Chumpitaz    |  |  | Sporting Cristal          |
| 5           | Rubén Toribio Díaz  |  |  | Sporting Cristal          |
| 14          | José Navarro        |  |  | Sporting Cristal          |
| 22          | Roberto Rojas       |  |  | Alianza Lima              |
| Middenveld  |                     |  |  |                           |
| 5           | Germán Leguía       |  |  | Universitario de Deportes |
| 6           | José Velásquez      |  |  | Alianza Lima              |
| 8           | César Cueto         |  |  | Alianza Lima              |
| 9           | Percy Rojas         |  |  | Sporting Cristal          |
| 10          | Teófilo Cubillas    |  |  | Alianza Lima              |
| 16          | Raúl Gorriti        |  |  | Sporting Cristal          |
| 17          | Alfredo Quesada     |  |  | Sporting Cristal          |
| 18          | Ernesto Labarthe    |  |  | Sport Boys Association    |
| 20          | Hugo Sotil          |  |  | Alianza Lima              |
| Aanval      |                     |  |  |                           |
| 7           | Juan Muñante        |  |  | Pumas UNAM                |
| 11          | Juan Carlos Oblitas |  |  | Sporting Cristal          |
| 12          | Roberto Mosquera    |  |  | Sporting Cristal          |
| 15          | German Leguia       |  |  | Deportivo Municipal       |
| 19          | Guillermo La Rosa   |  |  | Alianza Lima              |

| Doel        |                     |  |  |                           |
| 1           | Eusebio Acasuzo     |  |  | Universitario de Deportes |
| 12          | José Gonzales       |  |  | Alianza Lima              |
| 21          | Ramón Quiroga       |  |  | Sporting Cristal          |
| Verdediging |                     |  |  |                           |
| 2           | Jaime Duarte        |  |  | Alianza Lima              |
| 3           | Salvador Salguero   |  |  | Alianza Lima              |
| 4           | Hugo Gastulo        |  |  | Universitario de Deportes |
| 13          | Oscar Arizaga       |  |  | Atlético Chalaco          |
| 14          | Miguel Gutiérrez    |  |  | Sporting Cristal          |
| 15          | Rubén Toribio Díaz  |  |  | Sporting Cristal          |
| 16          | Jorge Olaechea      |  |  | Alianza Lima              |
| Middenveld  |                     |  |  |                           |
| 5           | Germán Leguía       |  |  | Universitario de Deportes |
| 6           | José Velásquez      |  |  | Independiente Medellín    |
| 8           | César Cueto         |  |  | Atlético Nacional         |
| 9           | Julio César Uribe   |  |  | Sporting Cristal          |
| 10          | Teófilo Cubillas    |  |  | Fort Lauderdale Strikers  |
| 18          | Eduardo Malásquez   |  |  | Deportivo Municipal       |
| 22          | Luis Reyna          |  |  | Sporting Cristal          |
| Aanval      |                     |  |  |                           |
| 7           | Gerónimo Barbadillo |  |  | UANL Tigres               |
| 11          | Juan Carlos Oblitas |  |  | RFC Seraing               |
| 17          | Franco Navarro      |  |  | Deportivo Municipal       |
| 19          | Guillermo La Rosa   |  |  | Atlético Nacional         |
| 20          | Percy Rojas         |  |  | RFC Seraing               |

### Copa América
| Selectie van Peru bij de Copa América 1991 | Selectie van Peru bij de Copa América 1991 | Selectie van Peru bij de Copa América 1991 | Selectie van Peru bij de Copa América 1991 | Selectie van Peru bij de Copa América 1991 | Selectie van Peru bij de Copa América 1991 | Selectie van Peru bij de Copa América 1991 | Selectie van Peru bij de Copa América 1991 | Selectie van Peru bij de Copa América 1991 |
| №                                          | Naam                                       | Wed.                                       | Dlpnt.                                     | Club                                       |                                            |                                            |                                            |                                            |
| ------------------------------------------ | ------------------------------------------ | ------------------------------------------ | ------------------------------------------ | ------------------------------------------ | ------------------------------------------ | ------------------------------------------ | ------------------------------------------ | ------------------------------------------ |
| Doel                                       |                                            |                                            |                                            |                                            |                                            |                                            |                                            |                                            |
| 1                                          | Jesús Purizaga                             |                                            |                                            | Alianza Lima                               |                                            |                                            |                                            |                                            |
| 12                                         | Gustavo González                           |                                            |                                            | Unión Huaral                               |                                            |                                            |                                            |                                            |
| 21                                         | Diosdado Palma                             |                                            |                                            | Defensor Lima                              |                                            |                                            |                                            |                                            |
| Verdediging                                |                                            |                                            |                                            |                                            |                                            |                                            |                                            |                                            |
| 2                                          | Percy Olivares                             |                                            |                                            | Sporting Cristal                           |                                            |                                            |                                            |                                            |
| 3                                          | Alvaro Barco                               |                                            |                                            | Universitario de Deportes                  |                                            |                                            |                                            |                                            |
| 4                                          | Martín Ramírez                             |                                            |                                            | San Agustín                                |                                            |                                            |                                            |                                            |
| 5                                          | José Arteaga                               |                                            |                                            | Sporting Cristal                           |                                            |                                            |                                            |                                            |
| 14                                         | Norberto Martínez                          |                                            |                                            | Universitario de Deportes                  |                                            |                                            |                                            |                                            |
| 15                                         | Octavio Vidales                            |                                            |                                            | Universitario de Deportes                  |                                            |                                            |                                            |                                            |
| Middenveld                                 |                                            |                                            |                                            |                                            |                                            |                                            |                                            |                                            |
| 6                                          | Jorge Cordero                              |                                            |                                            | Gimnasia y Esgrima                         |                                            |                                            |                                            |                                            |
| 7                                          | Ernesto Aguirre                            |                                            |                                            | Unión Huaral                               |                                            |                                            |                                            |                                            |
| 8                                          | José del Solar                             |                                            |                                            | Universidad Católica                       |                                            |                                            |                                            |                                            |
| 10                                         | César Rodríguez                            |                                            |                                            | Alianza Lima                               |                                            |                                            |                                            |                                            |
| 16                                         | Alfonso Yáñez                              |                                            |                                            | Universitario de Deportes                  |                                            |                                            |                                            |                                            |
| 20                                         | Martín Rodríguez                           |                                            |                                            | Internazionale San Borja                   |                                            |                                            |                                            |                                            |
| 22                                         | José Luis Carranza                         |                                            |                                            | Universitario de Deportes                  |                                            |                                            |                                            |                                            |
| Aanval                                     |                                            |                                            |                                            |                                            |                                            |                                            |                                            |                                            |
| 9                                          | Andrés González                            |                                            |                                            | Universitario de Deportes                  |                                            |                                            |                                            |                                            |
| 11                                         | Jorge Hirano                               |                                            |                                            | Club Bolívar                               |                                            |                                            |                                            |                                            |
| 17                                         | Ricardo Bravo                              |                                            |                                            | Universitario de Deportes                  |                                            |                                            |                                            |                                            |
| 18                                         | Flavio Maestri                             |                                            |                                            | Sporting Cristal                           |                                            |                                            |                                            |                                            |
| 19                                         | Eugenio La Rosa                            |                                            |                                            | Sporting Cristal                           |                                            |                                            |                                            |                                            |
| Bondscoach: Miguel Company                 |                                            |                                            |                                            |                                            |                                            |                                            |                                            |                                            |

| Selectie van Peru bij de Copa América 1995 | Selectie van Peru bij de Copa América 1995 | Selectie van Peru bij de Copa América 1995 | Selectie van Peru bij de Copa América 1995 | Selectie van Peru bij de Copa América 1995 | Selectie van Peru bij de Copa América 1995 | Selectie van Peru bij de Copa América 1995 | Selectie van Peru bij de Copa América 1995 | Selectie van Peru bij de Copa América 1995 |
| №                                          | Naam                                       | Wed.                                       | Dlpnt.                                     | Club                                       |                                            |                                            |                                            |                                            |
| ------------------------------------------ | ------------------------------------------ | ------------------------------------------ | ------------------------------------------ | ------------------------------------------ | ------------------------------------------ | ------------------------------------------ | ------------------------------------------ | ------------------------------------------ |
| Doel                                       |                                            |                                            |                                            |                                            |                                            |                                            |                                            |                                            |
| 1                                          | Miguel Miranda                             |                                            |                                            | Deportivo Sipesa                           |                                            |                                            |                                            |                                            |
| 12                                         | Martín Yupanqu                             |                                            |                                            | Universitario de Deportes                  |                                            |                                            |                                            |                                            |
| 21                                         | Rafael Quesada                             |                                            |                                            | Ciclista Lima                              |                                            |                                            |                                            |                                            |
| Verdediging                                |                                            |                                            |                                            |                                            |                                            |                                            |                                            |                                            |
| 3                                          | Juan Reynoso                               |                                            |                                            | Cruz Azul                                  |                                            |                                            |                                            |                                            |
| 4                                          | Percy Olivares                             |                                            |                                            | CD Tenerife                                |                                            |                                            |                                            |                                            |
| 5                                          | Alfonso Dulanto                            |                                            |                                            | Universitario de Deportes                  |                                            |                                            |                                            |                                            |
| 6                                          | José Soto                                  |                                            |                                            | Sporting Cristal                           |                                            |                                            |                                            |                                            |
| 14                                         | Juan Ubillus                               |                                            |                                            | Universitario de Deportes                  |                                            |                                            |                                            |                                            |
| 16                                         | Julio César Rivera                         |                                            |                                            | Sporting Cristal                           |                                            |                                            |                                            |                                            |
| 18                                         | Martín García                              |                                            |                                            | Deportivo Sipesa                           |                                            |                                            |                                            |                                            |
| Middenveld                                 |                                            |                                            |                                            |                                            |                                            |                                            |                                            |                                            |
| 2                                          | Jorge Soto                                 |                                            |                                            | Sporting Cristal                           |                                            |                                            |                                            |                                            |
| 8                                          | José del Solar                             |                                            |                                            | CD Tenerife                                |                                            |                                            |                                            |                                            |
| 10                                         | Roberto Palacios                           |                                            |                                            | Sporting Cristal                           |                                            |                                            |                                            |                                            |
| 11                                         | Germán Pinillos                            |                                            |                                            | Sporting Cristal                           |                                            |                                            |                                            |                                            |
| 15                                         | Nolberto Solano                            |                                            |                                            | Sporting Cristal                           |                                            |                                            |                                            |                                            |
| 17                                         | Juan José Jayo                             |                                            |                                            | Alianza Lima                               |                                            |                                            |                                            |                                            |
| 19                                         | Germán Carty                               |                                            |                                            | Universitario de Deportes                  |                                            |                                            |                                            |                                            |
| 20                                         | Martín Rodríguez                           |                                            |                                            | Universitario de Deportes                  |                                            |                                            |                                            |                                            |
| 22                                         | José Luis Carranza                         |                                            |                                            | Universitario de Deportes                  |                                            |                                            |                                            |                                            |
| Aanval                                     |                                            |                                            |                                            |                                            |                                            |                                            |                                            |                                            |
| 7                                          | Ronald Baroni                              |                                            |                                            | FC Porto                                   |                                            |                                            |                                            |                                            |
| 9                                          | Alberto Ramírez                            |                                            |                                            | Deportivo Sipesa                           |                                            |                                            |                                            |                                            |
| 13                                         | Alex Magallanes                            |                                            |                                            | Sporting Cristal                           |                                            |                                            |                                            |                                            |
| Bondscoach: Miguel Company                 |                                            |                                            |                                            |                                            |                                            |                                            |                                            |                                            |

| Selectie van Peru bij de Copa América 1999 | Selectie van Peru bij de Copa América 1999 | Selectie van Peru bij de Copa América 1999 | Selectie van Peru bij de Copa América 1999 | Selectie van Peru bij de Copa América 1999 | Selectie van Peru bij de Copa América 1999 | Selectie van Peru bij de Copa América 1999 | Selectie van Peru bij de Copa América 1999 | Selectie van Peru bij de Copa América 1999 |
| №                                          | Naam                                       | Wed.                                       | Dlpnt.                                     | Club                                       |                                            |                                            |                                            |                                            |
| ------------------------------------------ | ------------------------------------------ | ------------------------------------------ | ------------------------------------------ | ------------------------------------------ | ------------------------------------------ | ------------------------------------------ | ------------------------------------------ | ------------------------------------------ |
| Doel                                       |                                            |                                            |                                            |                                            |                                            |                                            |                                            |                                            |
| 1                                          | Oscar Ibáñez                               |                                            |                                            | Universitario de Deportes                  |                                            |                                            |                                            |                                            |
| 12                                         | Miguel Miranda                             |                                            |                                            | Deportivo Pesquero                         |                                            |                                            |                                            |                                            |
| 21                                         | Leão Butrón                                |                                            |                                            | Sporting Cristal                           |                                            |                                            |                                            |                                            |
| Verdediging                                |                                            |                                            |                                            |                                            |                                            |                                            |                                            |                                            |
| 2                                          | Miguel Rebosio                             |                                            |                                            | Sporting Cristal                           |                                            |                                            |                                            |                                            |
| 3                                          | Juan Reynoso                               |                                            |                                            | Cruz Azul                                  |                                            |                                            |                                            |                                            |
| 4                                          | Percy Olivares                             |                                            |                                            | Panathinaikos                              |                                            |                                            |                                            |                                            |
| 6                                          | José Soto                                  |                                            |                                            | Alianza Lima                               |                                            |                                            |                                            |                                            |
| 16                                         | Luis Guadalupe                             |                                            |                                            | Independiente                              |                                            |                                            |                                            |                                            |
| 18                                         | José Chacón                                |                                            |                                            | Alianza Lima                               |                                            |                                            |                                            |                                            |
| 20                                         | Javier Soria                               |                                            |                                            | Alianza Atlético                           |                                            |                                            |                                            |                                            |
| Middenveld                                 |                                            |                                            |                                            |                                            |                                            |                                            |                                            |                                            |
| 5                                          | José Pereda                                |                                            |                                            | Boca Juniors                               |                                            |                                            |                                            |                                            |
| 7                                          | Nolberto Solano                            |                                            |                                            | Newcastle United                           |                                            |                                            |                                            |                                            |
| 8                                          | Juan Jayo                                  |                                            |                                            | Unión de Santa Fe                          |                                            |                                            |                                            |                                            |
| 10                                         | Roberto Palacios                           |                                            |                                            | UAG Tecos                                  |                                            |                                            |                                            |                                            |
| 13                                         | Juan Velásquez                             |                                            |                                            | Deportivo Pesquero                         |                                            |                                            |                                            |                                            |
| 14                                         | Jorge Soto                                 |                                            |                                            | CA Lanús                                   |                                            |                                            |                                            |                                            |
| 19                                         | Marko Ciurlizza                            |                                            |                                            | Universitario de Deportes                  |                                            |                                            |                                            |                                            |
| Aanval                                     |                                            |                                            |                                            |                                            |                                            |                                            |                                            |                                            |
| 9                                          | Flávio Maestri                             |                                            |                                            | Club Universidad de Chile                  |                                            |                                            |                                            |                                            |
| 11                                         | Claudio Pizarro                            |                                            |                                            | Alianza Lima                               |                                            |                                            |                                            |                                            |
| 15                                         | Andrés Mendoza                             |                                            |                                            | Sporting Cristal                           |                                            |                                            |                                            |                                            |
| 17                                         | Roberto Holsen                             |                                            |                                            | Sporting Cristal                           |                                            |                                            |                                            |                                            |
| 22                                         | Ysrael Zuñiga                              |                                            |                                            | FBC Melgar                                 |                                            |                                            |                                            |                                            |
| Bondscoach: Juan Carlos Oblitas            |                                            |                                            |                                            |                                            |                                            |                                            |                                            |                                            |

| Selectie van Peru bij de Copa América 2015 | Selectie van Peru bij de Copa América 2015 | Selectie van Peru bij de Copa América 2015 | Selectie van Peru bij de Copa América 2015 | Selectie van Peru bij de Copa América 2015 | Selectie van Peru bij de Copa América 2015 | Selectie van Peru bij de Copa América 2015 | Selectie van Peru bij de Copa América 2015 | Selectie van Peru bij de Copa América 2015 |
| №                                          | Naam                                       | Wed.                                       | Dlpnt.                                     | Club                                       |                                            |                                            |                                            |                                            |
| ------------------------------------------ | ------------------------------------------ | ------------------------------------------ | ------------------------------------------ | ------------------------------------------ | ------------------------------------------ | ------------------------------------------ | ------------------------------------------ | ------------------------------------------ |
| Doel                                       |                                            |                                            |                                            |                                            |                                            |                                            |                                            |                                            |
| 1                                          | Pedro Gallese                              | 13                                         | 0                                          | Juan Aurich                                |                                            |                                            |                                            |                                            |
| 12                                         | Diego Penny                                | 14                                         | 0                                          | Sporting Cristal                           |                                            |                                            |                                            |                                            |
| 23                                         | Salomón Libman                             | 6                                          | 0                                          | CD Universidad César Vallejo               |                                            |                                            |                                            |                                            |
| Verdediging                                |                                            |                                            |                                            |                                            |                                            |                                            |                                            |                                            |
| 2                                          | Jair Céspedes                              | 5                                          | 0                                          | Juan Aurich                                |                                            |                                            |                                            |                                            |
| 3                                          | Hansell Riojas                             | 4                                          | 0                                          | CD Universidad César Vallejo               |                                            |                                            |                                            |                                            |
| 4                                          | Miguel Hurtado                             | 3                                          | 0                                          | CD Universidad César Vallejo               |                                            |                                            |                                            |                                            |
| 5                                          | Carlos Zambrano                            | 35                                         | 4                                          | Eintracht Frankfurt                        |                                            |                                            |                                            |                                            |
| 15                                         | Christian Ramos                            | 41                                         | 1                                          | Juan Aurich                                |                                            |                                            |                                            |                                            |
| 17                                         | Luis Advíncula                             | 48                                         | 0                                          | Vitória Setúbal                            |                                            |                                            |                                            |                                            |
| 19                                         | Yoshimar Yotún                             | 45                                         | 1                                          | Malmö FF                                   |                                            |                                            |                                            |                                            |
| Middenveld                                 |                                            |                                            |                                            |                                            |                                            |                                            |                                            |                                            |
| 6                                          | Juan Manuel Vargas                         | 59                                         | 4                                          | ACF Fiorentina                             |                                            |                                            |                                            |                                            |
| 21                                         | Josepmir Ballón                            | 41                                         | 0                                          | Sporting Cristal                           |                                            |                                            |                                            |                                            |
| 16                                         | Carlos Lobatón                             | 39                                         | 1                                          | Sporting Cristal                           |                                            |                                            |                                            |                                            |
| 7                                          | Paolo Hurtado                              | 20                                         | 2                                          | Paços de Ferreira                          |                                            |                                            |                                            |                                            |
| 13                                         | Edwin Retamoso                             | 12                                         | 0                                          | Real Garcilaso                             |                                            |                                            |                                            |                                            |
| 8                                          | Christian Cueva                            | 14                                         | 1                                          | Alianza Lima                               |                                            |                                            |                                            |                                            |
| 22                                         | Carlos Ascues                              | 13                                         | 5                                          | FBC Melgar                                 |                                            |                                            |                                            |                                            |
| 20                                         | Joel Sánchez                               | 7                                          | 0                                          | Universidad San Martín                     |                                            |                                            |                                            |                                            |
| Aanval                                     |                                            |                                            |                                            |                                            |                                            |                                            |                                            |                                            |
| 14                                         | Claudio Pizarro                            | 81                                         | 20                                         | Bayern München                             |                                            |                                            |                                            |                                            |
| 10                                         | Jefferson Farfán                           | 69                                         | 18                                         | FC Schalke 04                              |                                            |                                            |                                            |                                            |
| 9                                          | Paolo Guerrero                             | 63                                         | 25                                         | CR Flamengo                                |                                            |                                            |                                            |                                            |
| 18                                         | André Carrillo                             | 27                                         | 2                                          | Sporting Lissabon                          |                                            |                                            |                                            |                                            |
| 11                                         | Yordy Reyna                                | 13                                         | 2                                          | RB Leipzig                                 |                                            |                                            |                                            |                                            |
| Bondscoach: Ricardo Gareca                 |                                            |                                            |                                            |                                            |                                            |                                            |                                            |                                            |

### CONCACAF Gold Cup
| Doel        |                  |  |  |                           |
| 1           | Oscar Ibáñez     |  |  | Universitario de Deportes |
| 12          | Marco Flores     |  |  | Alianza Lima              |
| Verdediging |                  |  |  |                           |
| 2           | Jorge Huamán     |  |  | Sporting Cristal          |
| 3           | Juan Reynoso     |  |  | Cruz Azul                 |
| 4           | Marcial Salazar  |  |  | Alianza Lima              |
| 5           | José Soto        |  |  | Atlético Celaya           |
| 6           | Miguel Rebosio   |  |  | Sporting Cristal          |
| 14          | Jorge Soto       |  |  | Sporting Cristal          |
| Middenveld  |                  |  |  |                           |
| 6           | Miguel Rebosio   |  |  | Sporting Cristal          |
| 7           | Nolberto Solano  |  |  | Newcastle United          |
| 8           | Juan Jayo        |  |  | Unión de Santa Fe         |
| 10          | Roberto Palacios |  |  | UAG Tecos                 |
| 13          | Marko Ciurlizza  |  |  | Universitario de Deportes |
| 16          | Freddy Suarez    |  |  | FBC Melgar                |
| 20          | José Del Solar   |  |  | Universitario de Deportes |
| 23          | Henry Quinteros  |  |  | Alianza Lima              |
| Aanval      |                  |  |  |                           |
| 9           | Flavio Maestri   |  |  | Club Universidad de Chile |
| 11          | Roberto Holsen   |  |  | Sporting Cristal          |
| 15          | Ysrael Zúñiga    |  |  | FBC Melgar                |
| 17          | German Pinillos  |  |  | Sporting Cristal          |
| 18          | Waldir Sáenz     |  |  | Unión de Santa Fe         |
| 19          | Abel Lobatón     |  |  | Atlético Paranaense       |

FPF · A-internationals · Selecties · Bondscoaches · Statistieken · Peruviaans vrouwenelftal · Olympisch elftal · Peru U21 · Peru U20 · Peru U19 · Peru U18 · Peru U17
1920 – 1929 ·
1930 – 1939 ·
1940 – 1949 ·
1950 – 1959 ·
1960 – 1969 ·
1970 – 1979 ·
1980 – 1989 ·
1990 – 1999 ·
2000 – 2009 ·
2010 – 2019 ·
2020 – 2029
WK 1930 · 
WK 1970 · 
WK 1978 · 
WK 1982 · 
WK 2018
OS 1936 · 
OS 1960
1927 · 
1928 · 
1929 · 
1930 · 
1931 · 1932 · 1933 · 1934 · 
1935 · 
1936 · 
1937 · 
1938 · 
1939 · 
1940 · 
1941 · 
1942 · 
1943 · 1944 · 1945 · 1946 · 
1947 · 
1948 · 
1949 · 
1950 · 1951 · 
1952 · 
1953 · 
1954 · 
1955 · 
1956 · 
1957 · 
1958 · 
1959 · 
1960 · 
1961 · 
1962 · 
1963 · 
1964 · 
1965 · 
1966 · 
1967 · 
1968 · 
1969 · 
1970 · 
1971 · 
1972 · 
1973 · 
1974 · 
1975 · 
1976 · 
1977 · 
1978 · 
1979 · 
1980 · 
1981 · 
1982 · 
1983 · 
1984 · 
1985 · 
1986 · 
1987 · 
1988 · 
1989 · 
1990 · 
1991 · 
1992 · 
1993 · 
1994 · 
1995 · 
1996 · 
1997 · 
1998 · 
1999 · 
2000 · 
2001 · 
2002 · 
2003 · 
2004 · 
2005 · 
2006 · 
2007 · 
2008 · 
2009 · 
2010 · 
2012 · 
2012 · 
2013 · 
2014 · 
2015 · 
2016 · 
2017 · 
2018 · 
2019 · 
2020 · 
2021 ·
2022 ·
2023 ·
2024
Algerije ·
Argentinië ·
Armenië ·
Australië ·
België ·
Bolivia ·
Brazilië ·
Bulgarije ·
Canada ·
Chili ·
China ·
Colombia ·
Costa Rica ·
Denemarken ·
Dominicaanse Republiek ·
Duitsland ·
Ecuador ·
El Salvador ·
Engeland ·
Finland ·
Frankrijk ·
Guatemala ·
Haïti ·
Honduras ·
Hongarije ·
IJsland · 
India ·
Irak ·
Iran ·
Italië ·
Jamaica ·
Japan ·
Joegoslavië ·
Kameroen ·
Kroatië ·
Marokko ·
Mexico ·
Nederland ·
Nicaragua ·
Nieuw-Zeeland ·
Nigeria ·
Oostenrijk ·
Panama ·
Paraguay ·
Polen ·
Qatar ·
Roemenië ·
Saoedi-Arabië ·
Schotland ·
Slowakije ·
Sovjet-Unie ·
Spanje ·
Trinidad en Tobago ·
Tsjechië ·
Tunesië ·
Uruguay ·
Venezuela ·
Verenigde Arabische Emiraten ·
Verenigde Staten ·
Wit-Rusland ·
Zuid-Korea ·
Zweden ·
Zwitserland
Australië (2018) ·
Denemarken (2018) ·
Frankrijk (2018) ·
Italië (1982) · 
Kameroen (1982) · 
Polen (1982)